# Rio Saí-Guaçu
O rio Saí-Guaçu é um rio brasileiro que banha os estados do Paraná e Santa Catarina. É afluente do Oceano Atlântico e integra a Bacia do Atlântico Sul